# Hanokh ben Moshe
Hanokh ben Moshe o Hanoc ben Moisès (en hebreu רבנו חנוך ב"ר משה Hănōkh ben Moshe) (950-Còrdova, 1024), fou un important rabí de la Còrdova omeia.